# Протерозоик
Протерозоик (од грчких речи προτερος - протерос = бивши, ранији и ζωον - зоон = жива бића) је еон у раној фази развоја планете Земље у прекамбријуму. Трајао је од краја архаика пре отприлике 2,5 милијарде година до почетка фанерозоика пре отприлике 541 милион година.

## Историја и етимологија
Термин протерозоик у његовом енглеском облику први је поменуо Самјуел Френклин Емонс на Петом међународном конгресу геолога. Тиме је указао да време настанка кластичних формација лежи између архаика и камбрија. Тај назив је требало да укаже на то да су ове формације настале пре доказаног порекла живог света из палеозоика, а да се уопште не доказује да су то били први трагови живота.

## Атмосфера
Једна од карактеристика протерозоика је стварање атмосфере која је садржавала кисеоник. Већ на крају архајског периода, пре 2,5 милијарде година, удео кисеоника у Земљиној атмосфери почео је да расте. Иако су производњу кисеоника започела жива бића која су извршила фотосинтезу пре милијарду година, тек од овог еона кисеоник је у већој мери ушао у атмосферу. До тада је овај процес спречавао заробљавање кисеоника током оксидације неорганских материја растворених у морској води, посебно јона гвожђа и јона других тешких метала. Такви метални јони у редукованом стању временом су оксидовани у оксиде метала и тек тада је слободан кисеоник могао да доспе у атмосферу. Са повећањем концентрације кисеоника у атмосфери могао је да настане и озон који је имао способност да филтрира ултраљубичасто светло које је штетно за жива бића. На овај начин кисеоник је омогућио развој животињског света.
У овом периоду клима је некада имала другачији значај него данас, јер постоје назнаке да је у то време Земља била потпуно прекривена снегом и ледом (тзв. Снежна кугла Земља).